# 392 до н. е.

## Події
- Січень — Імператор Коан став 6-м імператором Японії.
- До влади в Македонії повертається цар Амінта III.
- Початок третього періоду творчості Аристофана.
- У Римі консул Луцій Валерій Потіт.
- Демократичний переворот у Коринфі.
- Війна Риму з еквами в Альгідських горах.
- Война Рима с вольсинийцами и саппинатами.
- Мор у Римі через надзвичайно спекотну погоду.
- Діонісій I укладає мирний договір з карфагенцями, які признають його владу над завойованими територіями. Кінець II Карфагенської війни.
- Фараон Ахоріс.

## Померли
- Амінта II — македонський цар.
- Павсаній — македонський цар.